# Awtschala-Stadion
Das Awtschala-Stadion (georgisch ავჭალის რაგბის სტადიონი, Avchalis ragbis stadioni) ist ein Rugbystadion in der georgischen Hauptstadt Tiflis. Es steht im nördlichen Stadtteil Awtschala und dient als Heimspielstätte des Vereins RC Lokomotive Tiflis in der georgischen Meisterschaft Didi 10. Ebenso finden hier regelmäßig Spiele der georgischen Rugby-Union-Nationalmannschaft gegen tiefer eingestufte Mannschaften statt.
Zuvor ein einfacher Sportplatz, wurde das Stadion renoviert, ausgebaut und im September 2015 wiedereröffnet. Maßgeblich für die Finanzierung verantwortlich war die Cartu-Wohlfartsstifitung des einflussreichen Unternehmers und Politikers Bidsina Iwanischwili. Es war unter anderem einer der Austragungsorte der IRB Junior World Rugby Trophy 2011 und der Rugby-Union-Juniorenweltmeisterschaft 2017. Während des European Rugby Challenge Cup 2017/18 nutzten ihn die russischen Vereine Krasny Jar Krasnojarsk und Jenissei-STM Krasnojarsk ebenfalls als Spielstätte.